# Kanton Moncoutant
Kanton Moncoutant is een voormalig kanton van het Franse departement Deux-Sèvres. Kanton Chef-Boutonne maakte deel uit van het arrondissement Parthenay, tot het op 22 maart 2015 werd opgeheven en de gemeenten werden opgenomen in het kanton Cerizay, en telde 10.556 inwoners (1999).

## Gemeenten
Het kanton Moncoutant omvatte de volgende gemeenten:
- Chanteloup
- Clessé
- L'Absie
- La Chapelle-Saint-Étienne
- La Chapelle-Saint-Laurent
- Largeasse
- Le Breuil-Bernard
- Moncoutant (hoofdplaats)
- Moutiers-sous-Chantemerle
- Pugny
- Saint-Paul-en-Gâtine
- Trayes